# آمازون (شرکت)

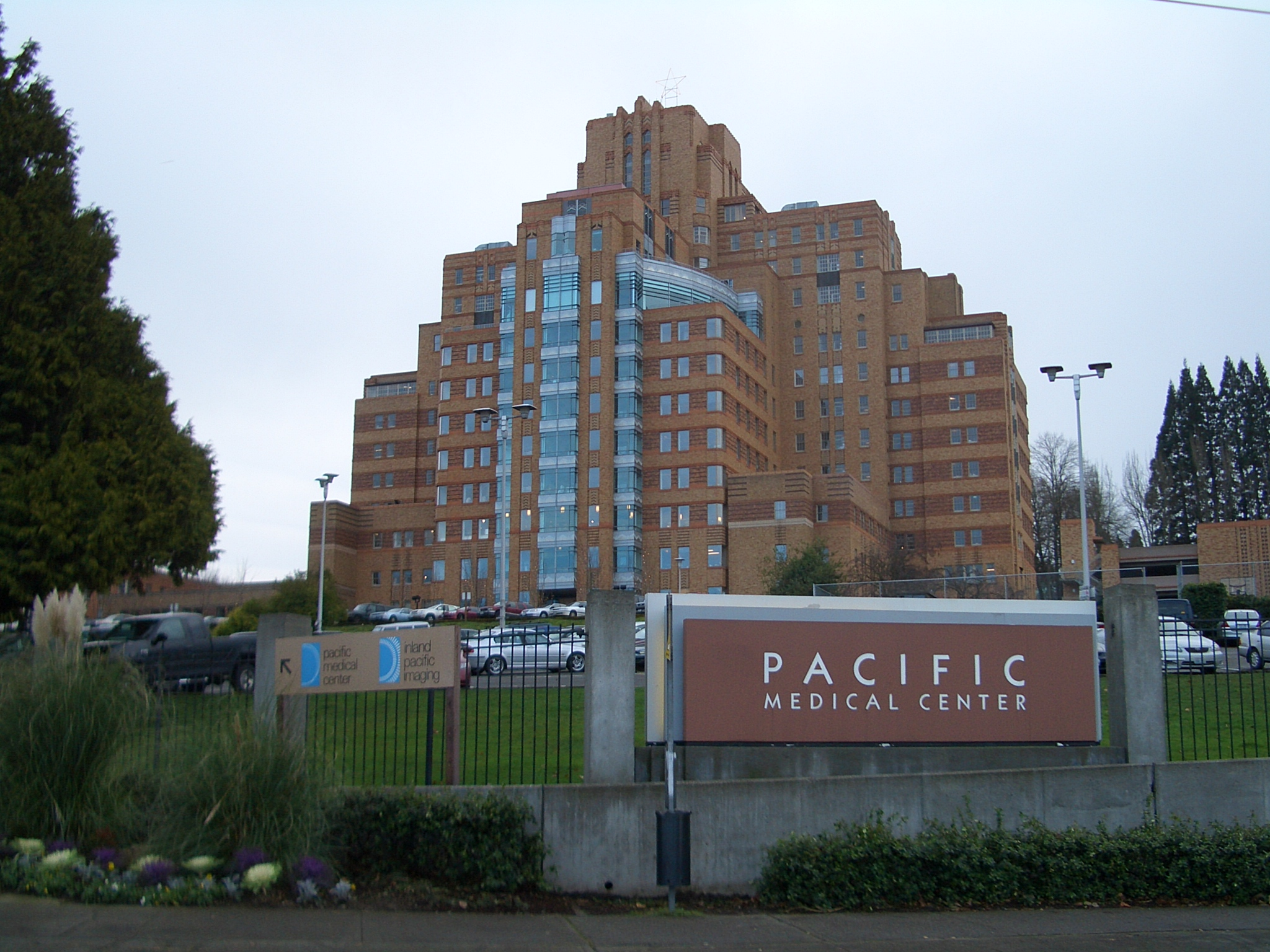
ساختمان مرکزی پیشین آمازون، در سیاتل

آمازون.کام یا آمازون دات کام (‎i‎/æm.ə.zɑːn/‎ -æm. əˈ-zɑ:n) (به انگلیسی: Amazon.com) (تلفظ انگلیسی: اَمِزان) شرکت تجارت الکترونیک چندملیتی آمریکایی است، که در سال ۱۹۹۴ توسط جف بیزوس، در شهر سیاتل واقع در ایالت واشینگتن تأسیس شد. این شرکت نخست با سرمایه ۲۵۰هزار دلار آمریکا توسط جف بیزوس در سال ۱۹۹۵ بنیان‌گذاری شد.
این شرکت فعالیت خود را در سال ۱۹۹۵ با عنوان فروشگاه آفلاین کتاب آغاز، و سپس اقدام به فروش محصولات نو یا دست‌دوم از طریق اینترنت کرد. شرکت آمازون هم‌اکنون دامنه گسترده‌ای از کالاها و محصولات را پخش می‌کند که از کتاب، سی‌دی و دی‌وی‌دی، بسته‌های نرم‌افزاری تا لوازم الکترونیکی مصرفی و وسایل خانگی، کیف، کفش و انواع لباس را در برمی‌گیرد و امروزه بزرگ‌ترین فروشگاه‌های اینترنتی جهان به‌شمار می‌آید.
جف بیزس در سال ۲۰۱۶ پس از ساخت نخستین نسخه آزمایشی از فروشگاه آمازون شاپ تحت پلتفرم اندروید در سال ۲۰۱۹ پا را فراتر گذاشت و برای تکامل هر چه بیشتر فروشگاه خود دست به تغییرات بنیادی زد و در این راستا می‌توان به خرید چند نمونه اختراع مربوط به برنامک‌های فروشگاهی مشابه از کشورهای مختلف اشاره نمود.
از نمونه این شرکت‌ها می‌توان به چند برنامه فروشگاهی ایرانی، چینی، فلیپینی، سنگاپوری معروف نام برد.
جف بیزس بنیان‌گذار و مدیرعامل فعلی این شرکت با در اختیار داشتن ۱۷ درصد از سهام و کپیتال گروپ با مالکیت ۶٪ از سهام آمازون، بزرگ‌ترین سهام‌داران آن محسوب می‌شوندبخشی از سهام شرکت آمازون نیز در بازار بورس نزدک معامله می‌شود و بخشی از شاخص‌های اس اند پی ۵۰۰ و نزدک-۱۰۰ محسوب می‌شود. وبگاه‌های Alexa Internet، دیجیتال فتوگرافی رویو، گودریدز و بانک اطلاعات اینترنتی فیلم‌ها، متعلق به آمازون هستند.

## تاریخچه
این شرکت به عنوان یک نتیجه از آنچه که بنیان‌گذار آمازون، جف بیزوس، «چارچوب کمینه‌سازی پشیمانی» نامیده، تأسیس شده است، که تلاش‌هایش را برای از بین بردن هرگونه پشیمانی برای غیبت در انعکاس کسب و کار اینترنتی در آن زمان توصیف می‌کرد. در سال ۱۹۹۴، بیزوس شغل خود به عنوان معاون رئیس D. E. Shaw & Co. را رها کرد و به سیاتل، واشینگتن نقل مکان کرد. او شروع به کار بر روی یک طرح تجاری که درنهایت تبدیل به Amazon.com شد کرد. در ۵ ژوئیه، ۱۹۹۴، بیزوس این شرکت را با نام Cadabra تأسیس کرد. چند ماه بعد، پس از اینکه یک وکیل نام اصلی شرکت را به اشتباه «مرده» (cadaver) شنید، نام شرکت را به Amazon.com تغییر نام داد. در سپتامبر ۱۹۹۴، بیزوس آدرس اینترنتی Relentless.com را خریداری کرد و به‌طور خلاصه به نام فروشگاه بی نظیرش نامگذاری کرد، اما دوستانش به او گفتند که این نام کمی شوم است اما دامنه هنوز متعلق به بیزوس است. این شرکت در سال ۱۹۹۵ به عنوان Amazon.com بر بستر اینترنت منتشر شد.
بیزوس، نام آمازون را از یک لغت‌نامه انتخاب کرد. او در «آمازون» مستقر شد زیرا این مکان «عجیب و غریب و متفاوت» بود، درست همان‌طور که او برای شرکت اینترنتی خود پیش‌بینی کرده‌بود. وی خاطر نشان کرد رودخانه آمازون بزرگ‌ترین رود در جهان بوده و قصد دارد فروشگاه خود را بزرگ‌ترین در جهان کند. بیزوس به یک خبرنگار گفت: «هیچ چیزی در مورد مدل ما وجود ندارد که نتوان در طول زمان کپی کرد، اما شما می‌دانید، مک دونالد کپی شده است ولی هنوز یک شرکت میلیون دلاری بزرگ است. این به خاطر نام تجاری آن است. نام‌های تجاری در بستر اینترنت خیلی مهم‌تر از برندها در دنیای فیزیکی هستند.» علاوه‌براین، نامی که با حرف «A» آغاز می‌شود، در ابتدای فهرست‌هایی که بر اساس الفبا مرتب می‌شوند قرار می‌گیرد.
پس از خواندن یک گزارش از آینده اینترنت که رشد تجارت وب را سالانه ۲۳۰۰٪ پیش‌بینی کرده‌بود، بیزوس فهرستی از ۲۰ محصول را که می‌تواند به صورت آنلاین عرضه شود، ایجاد کرد. او فهرست را به پنج محصول که امیدوارکننده‌تر بودند محدود کرد که شامل دیسک‌های فشرده، سخت‌افزار کامپیوتر، نرم‌افزار کامپیوتر، فیلم‌ها، و کتاب‌ها بود. بیزوس درنهایت تصمیم گرفت به دلیل بازار بزرگ ادبیات در سراسر جهان و همچنین قیمت پایینی که می‌توان برای کتاب‌ها ارائه داد؛ این دسته از اقلام را از طریق وب بفروشد. بدین ترتیب، آمازون در پارکینگ خانه بیزوس در بلویو، واشینگتن تأسیس شد.

## هیئت مدیره
تا تاریخ سپتامبر ۲۰۲۰, اعضای هیئت مدیره آمازون اینها هستند:

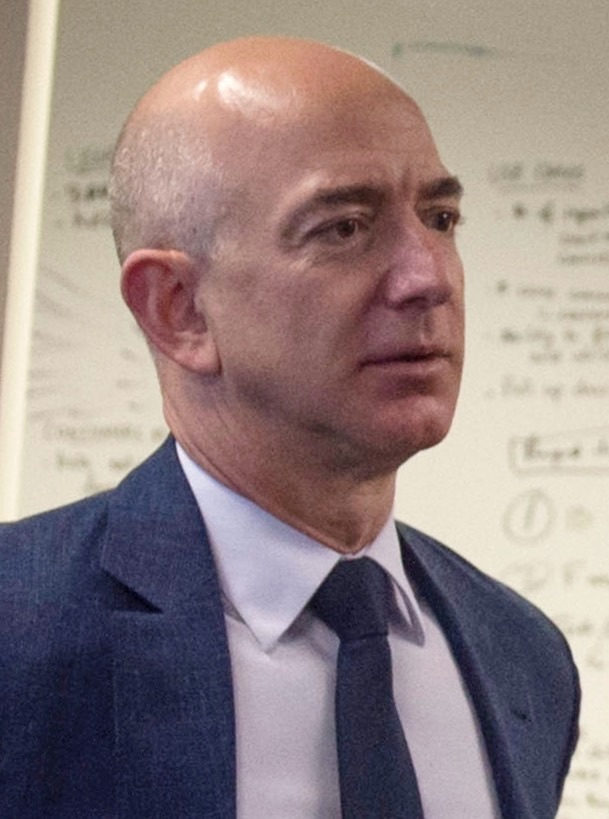
جف بیزوس مؤسس آمازون در ۲۰۱۶

- جف بیزوس، رئیس اجرایی هیئت مدیره، آمازون.کام، اینک
- اندی جسی، رئیس و مدیر ارشد اجرایی، آمازون.کام، اینک
- کیث بی آلکساندر، مدیر ارشد اجرایی، اداره کننده سابق ان‌اس‌ای
- روزالیند بروئر، رئیس و مدیر ارشد عملیات، استارباکس
- جیمی گورلیک، شریک، Wilmer Cutler Pickering Hale and Dorr
- دنیل هوتنلاکر، رئیس کالج محاسبات شوارتسمن، مؤسسه فناوری ماساچوست
- جودی مکگرت، مدیر ارشد اجرایی سابق، وایاکام‌سی‌بی‌اس
- ایندرا نویی، مدیر ارشد اجرایی سابق، پپسی‌کو
- جان روبینشتاین، مدیر ارشد اجرایی و رئیس هیئت مدیره سابق، پالم کورپوریشن
- تامس رایدر، مدیر ارشد اجرایی و رئیس هیئت مدیره سابق، انجمن ریدرز دایجست
- پتی استونسایفر، مدیر ارشد اجرایی و رئیس هیئت مدیره، مارتاز تیبل
- وندل ویکس، رئیس، مدیر ارشد اجرایی و رئیس هیئت مدیره، کورنینگ اینکورپوریتد

## الکسا
الکسا یکی از زیرمجموعه‌های آمازون است که سود بسیاری را نصیب این شرکت کرده است. بر اساس گزارش‌ها، الکسا به تنهایی در سال ۲۰۱۶ برای آمازون ۳۳۰ میلیون دلار درآمد داشته است و متخصصان پیش‌بینی می‌کنند که این رقم در سال ۲۰۱۷ به ۶۰۰ میلیون دلار نیز خواهد رسید.

## وبگاه
دامنه amazon.com در سال ۲۰۰۸ سالانه حداقل ۶۱۵ میلیون بازدیدکننده داشته است. آمازون تا ابتدای سال ۲۰۱۶ بیش از ۱۳۰ میلیون مشتری را به وبگاه خود در آمریکا جذب کرد. همچنین این شرکت به شدت مبلغ زیادی بر روی ظرفیت سرورهایش برای وبگاه خود سرمایه‌گذاری کرده است، به خصوص برای پاسخگویی به ترافیک وب بیش از حد در فصل تعطیلات کریسمس در ماه دسامبر.

## فروش کتاب
وبگاه آمازون که به عنوان بزرگ‌ترین کتابفروشی آنلاین دنیا شناخته می‌شود؛ در سال ۲۰۱۴ معادل ۶۳ درصد فروش آنلاین کتاب و ۴۰ درصد کل فروش کتاب دنیا را از طریق خرده‌فروشی به دست آورد. این میزان فروش، رکوردی جهانی بود که یک فروشگاه آنلاین توانست به آن دست یابد. آمازون همچنین بزرگ‌ترین فروشگاه اینترنتی ایالات متحده محسوب می‌شود و در وبگاه خود به جز کتاب، محصولات متنوعی چون پخش‌کننده دی‌وی‌دی و بلوری، ام پی‌تری پلیر، انواع نرم‌افزار، بازی ویدئویی، وسایل الکترونیکی، زیورآلات، مبلمان، غذا، اسباب‌بازی و پوشاک نیز می‌فروشد؛ و شما می‌توانید با استفاده از گیفت کارت آمازون نیز از وبگاه آمازون خرید کنید. همچنین این وبگاه از چند سال قبل وارد عرصه تولید اسمارت فون، تبلت، کتابخوان الکترونیک، تلفن و تلویزیون دیجیتال شده است. آمازون همچنان در میان آمریکایی‌ها در حال گسترش است. فروش این شرکت در سراسر جهان بیشتر از مجموع فروش اینترنتی ۲۰ خرده‌فروش بعدی در آمریکا می‌باشد.

## تعداد اعضای پرایم آمازون از ۱۰۰ میلیون فراتر رفته است
جف بزوس، مدیرعامل شرکت آمازون، در نامه سالانه سهامداران خود که به تازگی منتشر شد، برای نخستین بار تعداد اعضای Prime در سراسر جهان را فاش کرد. Amazon Prime 13 سال پیش شروع به کار کرد و امروزه بیش از ۱۰۰ میلیون عضو دارد.
اعضای Prime سالانه ۹۹ دلار یا ماهانه ۱۲٫۹۹ دلار برای این سرویس پرداخت می‌کنند و مزایای زیادی از جمله دسترسی به سرویس پخش ویدیوی پرایم آمازون و معاملات انحصاری دریافت می‌کنند. تحلیلگران سال‌ها در مورد تعداد اعضای آمازون حدس می‌زدند، اما تاکنون این شرکت هرگز این اطلاعات را فاش نکرده است.
این نامه یک روز پس از آن منتشر می‌شود که خرده‌فروش آنلاین اعلام کرد به برنامه پاداش Whole Foods خود پایان می‌دهد و آن را در Prime قرار می‌دهد. در فوریه، تحویل رایگان دو ساعته Prime تمدید شد و شامل خریدهای Whole Foods بیش از ۳۵ دلار شد.
داخل این نامه همچنین آمده است که آمازون پرایم بهترین سال خود را در سال ۲۰۱۷ داشته است که بیش از پنج میلیارد محصول ارسال کرده و تعداد اعضای جدید بیشتری نسبت به هر سال دیگر ثبت کرده است (۴ میلیون در هفته در اواخر سال ۲۰۱۷). در ژانویه، Kantar Consulting تخمین زد که ۴۵٪ از خانواده‌ها در ایالات‌متحده مشترک آمازون پرایم هستند.

## نگارخانه

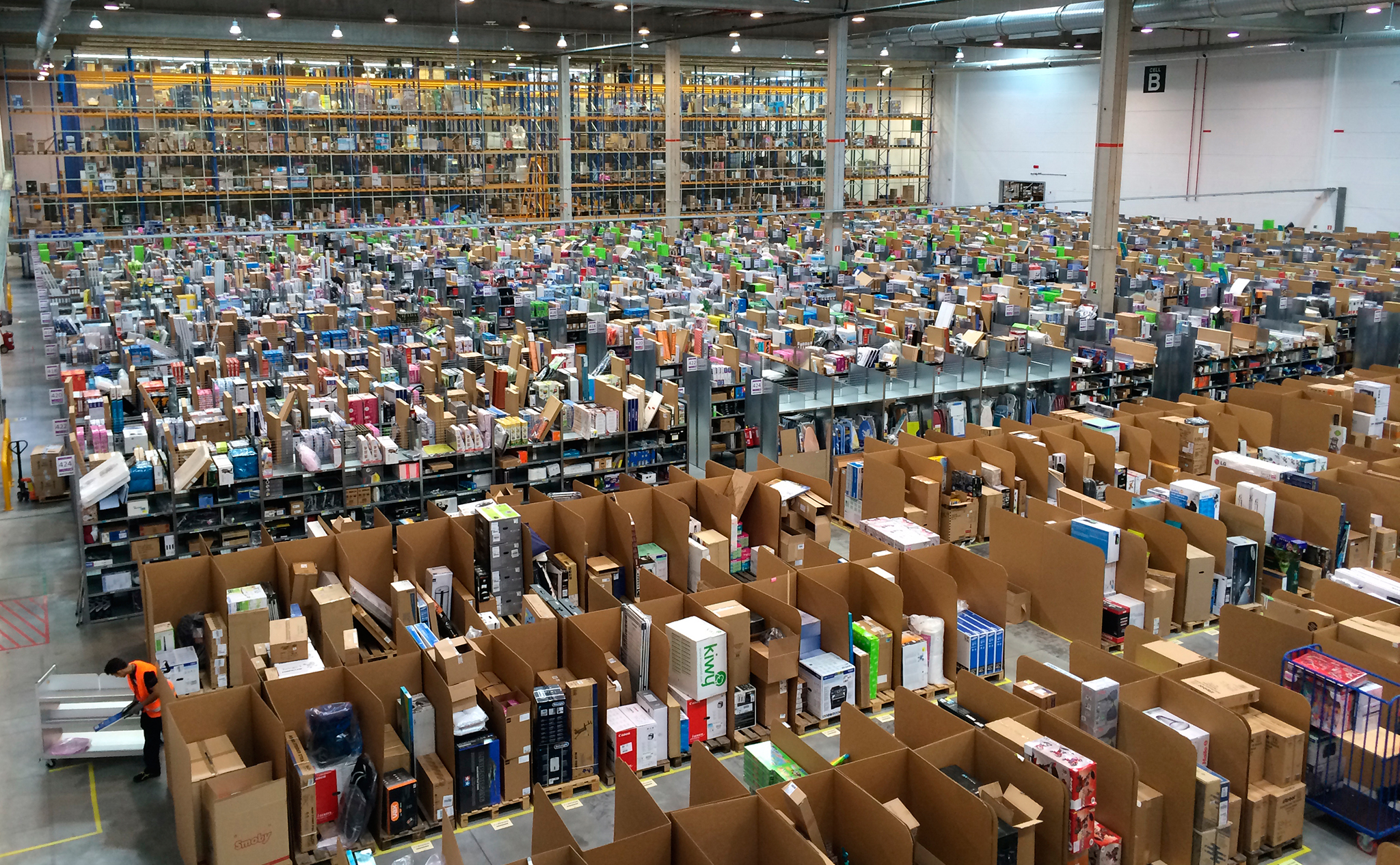
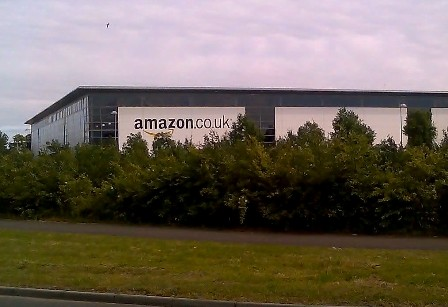
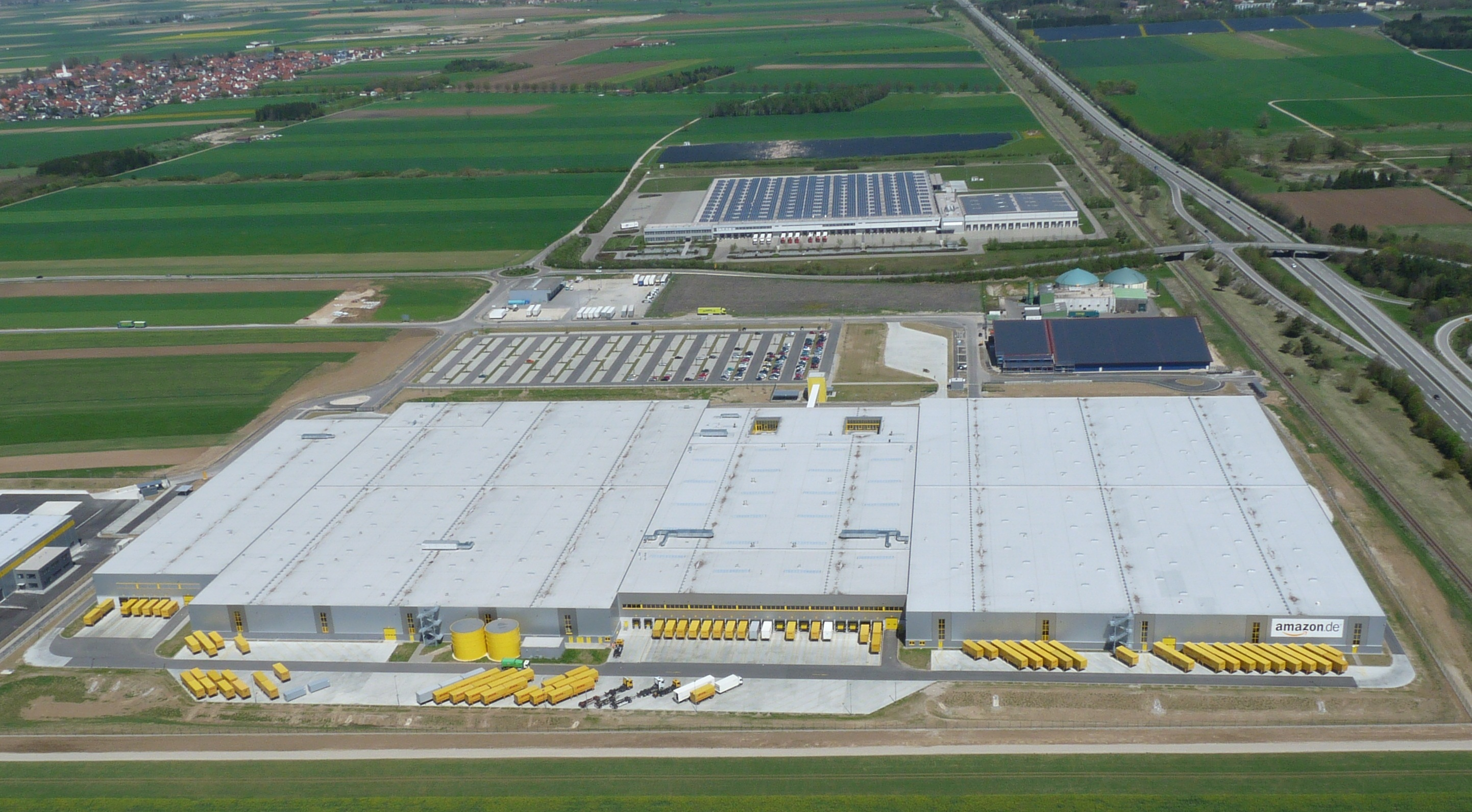
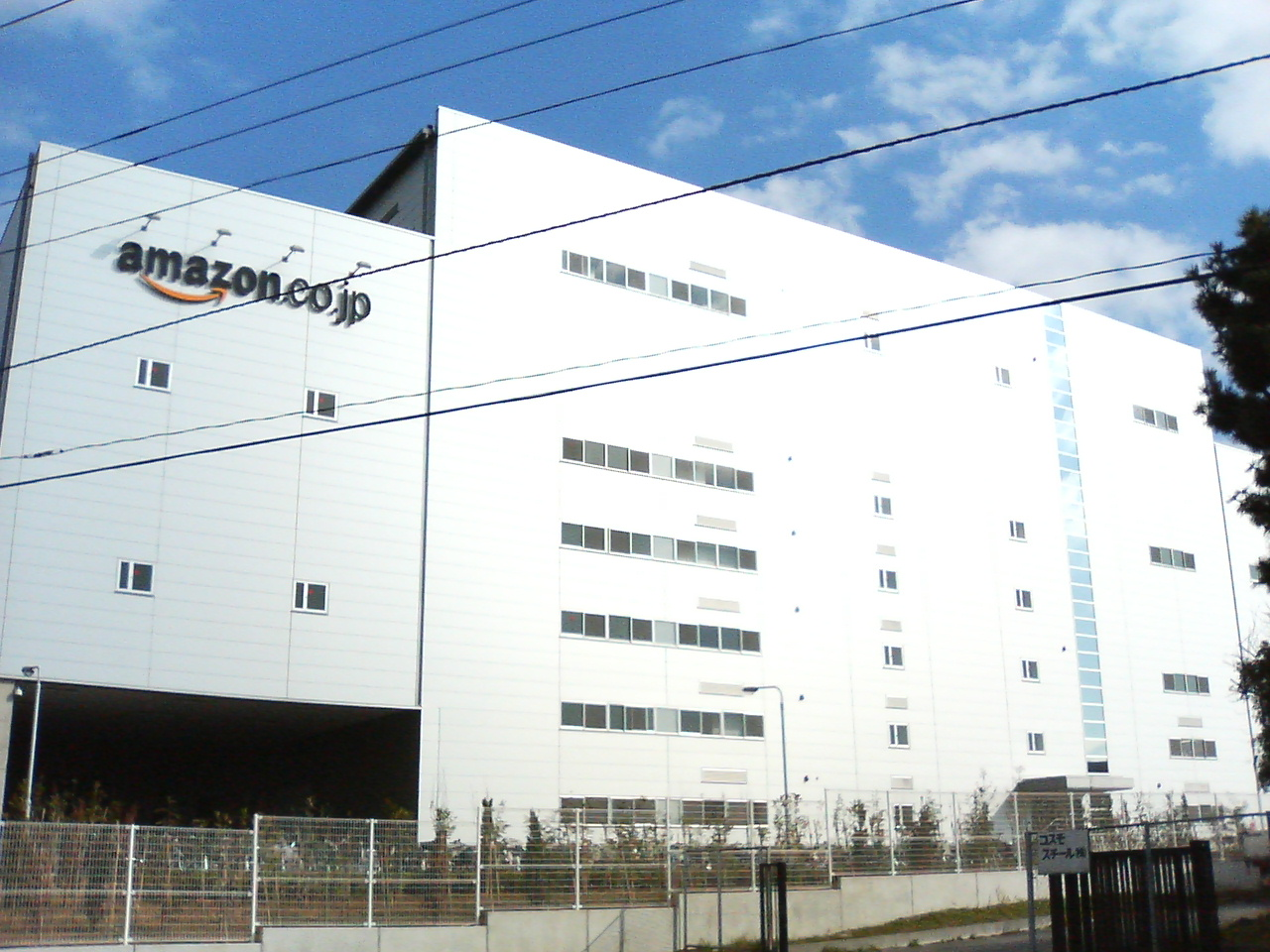
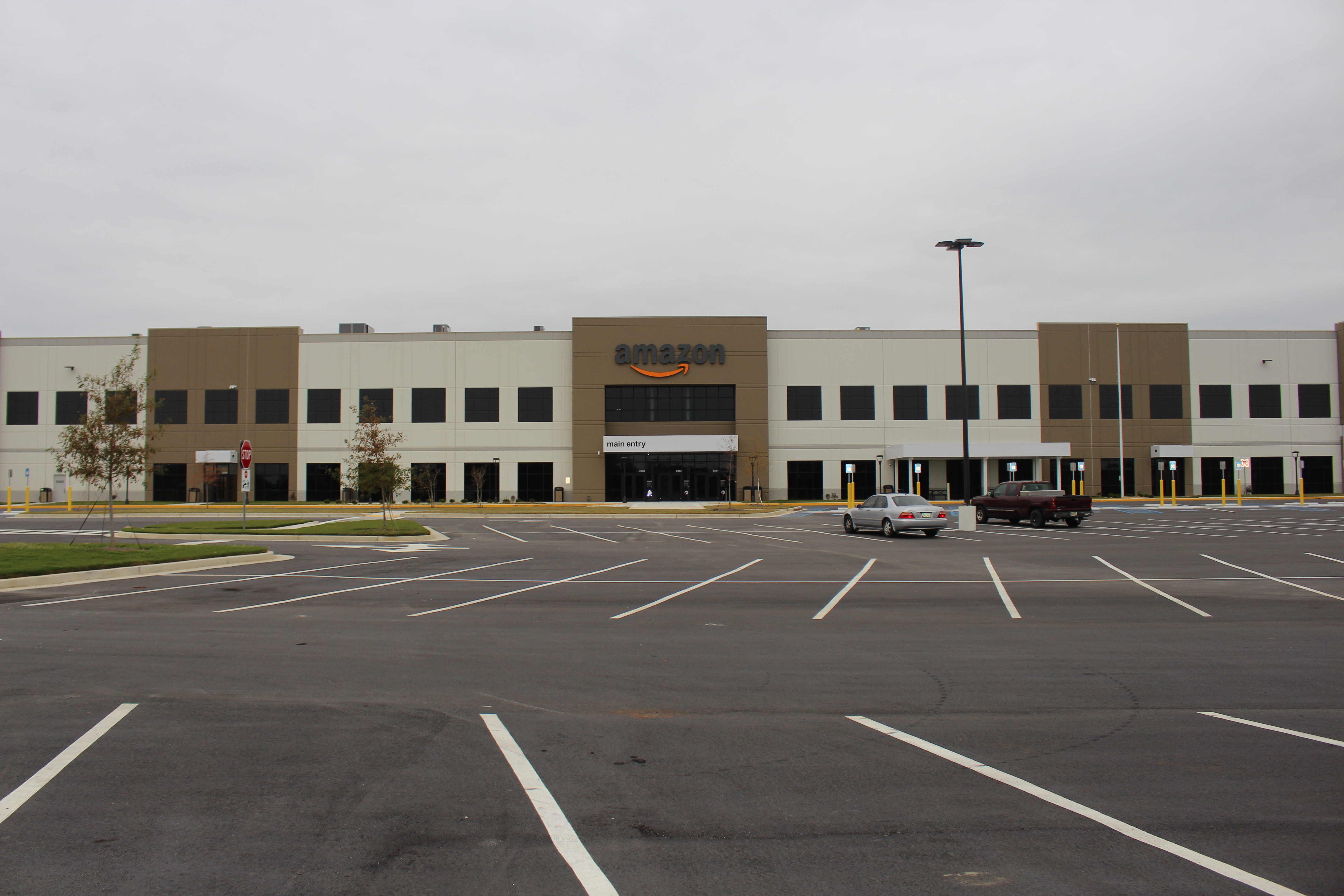